# Iringa (stad)
Iringa is een stad in Tanzania en is de hoofdplaats van de regio Iringa.
In 2002 telde Iringa 102.208 inwoners, maar in 2012 was de stad al gegroeid naar 151.345 inwoners. Het is een van de koelere steden van Tanzania, omdat het relatief hoog ligt. De naam Iranga komt van het Hehe-woord 'lilinga', wat 'fort' betekent. 
Sinds 1953 is Iringa de zetel van een rooms-katholiek bisdom.